# 鄭有珍
鄭有珍（チョン・ユジン、정유진、2006年2月18日 - ）は、韓国の囲碁棋士。ソウル市出身、韓国棋院所属、三段。IBK企業銀行杯女子囲碁マスターズ優勝など。

## 経歴
幼い頃からボードゲームが好きで、7歳の時に家の近くの囲碁教室に通う。小学5年の時に韓鐘振囲碁道場で学び、2019年13歳でプロ初段となる。
2020年から韓国女子囲碁リーグにソウルチームで出場。同年「仲邑菫のオロチャレンジ」に出場し2-1で勝利。2021年に湖畔杯女子最高棋士決定戦リーグ入り、蘭雪軒杯全国女子囲碁大会準優勝、二段。女子棋聖戦4位。2022年MEDIHEALミレニアム女子最強戦ベスト4、IBK企業銀行杯女子囲碁マスターズ決勝で朴泰姬を2-0で破り優勝、これにより三段昇段。

### タイトル歴
- IBK企業銀行杯女子囲碁マスターズ 2022年

### 他の棋歴
国際棋戦
- 中日韓聶衛平杯囲碁マスターズ 2020年 2-0（○上野梨紗、○呉依銘）
- 仲邑菫のオロチャレンジ 2020年 2-1

国内棋戦
- 蘭雪軒杯全国女子囲碁大会 2021年準優勝
- 韓国女子囲碁リーグ
  - 2020年（ソウル富光薬品）1-6
  - 2021年（ソウル富光薬品）5-9
  - 2022年（ソウル富光薬品）4-8

## 注
1. ↑  ORO Challenge2022/11/4